# Ау на Рајни
Ау на Рајни (њем. Au am Rhein) општина је у њемачкој савезној држави Баден-Виртемберг. Једно је од 23 општинска средишта округа Раштат. Према процјени из 2010. у општини је живјело 3.396 становника. Посједује регионалну шифру (AGS) 8216002.

## Географски и демографски подаци
Ау на Рајни се налази у савезној држави Баден-Виртемберг у округу Раштат. Општина се налази на надморској висини од 111 метара. Површина општине износи 13,3 km². У самом мјесту је, према процјени из 2010. године, живјело 3.396 становника. Просјечна густина становништва износи 256 становника/km².